# Morsain
 Morsain  es una población y comuna francesa, en la región de Picardía, departamento de Aisne, en el distrito de Soissons y cantón de Vic-sur-Aisne.

## Demografía
| 557 | 614 | 633 | 639 | 804 | 817 | 798 | 794 | 757 | 757 | 730 | 705 | 694 | 679 | 720 | 669 | 637 | 618 | 606 | 578 | 375 | 538 | 522 | 500 | 499 | 457 | 449 | 425 | 394 | 369 | 398 | 417 | 431 |
| Para los censos de 1962 a 1999 la población legal corresponde a la población sin duplicidades (Fuente: INSEE [Consultar]) |     |     |     |     |     |     |     |     |     |     |     |     |     |     |     |     |     |     |     |     |     |     |     |     |     |     |     |     |     |     |     |     |